# Ruslan Zhaparov
Ruslan Zhaparov (en kazajo: Руслан Жапаров; Taraz, 27 de mayo de 1996) es un deportista kazajo que compite en taekwondo.
Participó en los Juegos Asiáticos de 2018, obteniendo una medalla de bronce en la categoría de +80 kg. Ganó una medalla de plata en el Campeonato Asiático de Taekwondo de 2018.

## Palmarés internacional
| Juegos Asiáticos    | Juegos Asiáticos             | Juegos Asiáticos  | Juegos Asiáticos |
| Año                 | Lugar                        | Medalla           | Categoría        |
| ------------------- | ---------------------------- | ----------------- | ---------------- |
| 2018                | Yakarta (Indonesia)          | Medalla de bronce | +80 kg           |
| Campeonato Asiático |                              |                   |                  |
| Año                 | Lugar                        | Medalla           | Categoría        |
| 2018                | Ciudad Ho Chi Minh (Vietnam) | Medalla de plata  | +87 kg           |